# Zongophu Kang
Der Zongophu Kang (auch Table Mountain) ist ein Berg im Himalaya an der Grenze zwischen Bhutan und Tibet in China.
Der Zongophu Kang hat eine Höhe von 7047 m (nach anderen Quellen 7085 m). Er liegt im östlichen Himalaya-Hauptkamm im Norden von Bhutan. Der vergletscherte Berg liegt 10,81 km östlich vom Kangphu Kang (7204 m). An seiner Westflanke strömt der Tsonghu-Gletscher nach Süden. Die Gletscher an den Nordhängen des Zongophu Kang speisen den See Puma Yumco, während die Südhänge vom East Pho Chhu entwässert werden.
Der Zongophu Kang ist noch unbestiegen.